# Акула-робот
Акула-робот (англ. Roboshark) — канадсько-болгарський низькобюджетний фантастичний фільм жахів 2015 року режисера Джеффрі Скотта Ландо. Стрічка поєднює в собі елементи екшну, комедії та наукової фантастики. Прем'єра фільму відбулася 18 липня 2015 року на телеканалі «Syfy».

## Сюжет
Інопланетний космічний корабель наближається до Землі і запускає зонд, який потрапляє в атмосферу, а потім падає в Тихий океан неподалік Сіетла, де його пожирає велика біла акула. Після нетривалих конвульсій акула, під впливом зонда, перетворюється на червоного, роботизованого симулякра. Тепер вона — акула-робот, яка полює на все, що вважатиме привабливим. Вона практично безсмертна, її не беруть ні кулі, ні ракети, зате своїми зубами спокійно прогризає залізні плити і топить кораблі. Тепер перед усіма жителями Сіетла, а також військовими, стоїть завдання знайти будь-який спосіб позбавити прибережні води від жахливого монстра, який не шкодує нікого навколо. Найперша жертва — військова субмарина «Ластівка», яка спробувала бомбардувати звіра, проте незабаром виявилася звичайною закускою для акули. Своїми гострими зубами акула розриває обшивку підводного човна і жодна торпеда не взмозі її зупинити. Далі акула ввійшла у дренажну систему Сієтла і тероризує місто. Лише молоденька журналістка з маленькою дочкою зможуть знайти спосіб позбутися від напасті. Їй безуспішно намагаються протистояти спецпризначенці. Лише молоденька телеведуча вечірніх новин разом з своєю донькою знаходять спосіб знищити монстра.

## У ролях
| Актор            | Роль         |
| ---------------- | ------------ |
| Алексіс Пітерман | Тріш         |
| Метт Ріппі       | Рік          |
| Найджел Барбер   | адмірал Блек |
| Ванесса Грейсс   | Мелоді       |
| Лора Дейл        | Вероніка     |
| Кітодар Тодоров  | Мелоун       |
| Хрісто Балабанов | Макс         |